# Plectrura
Plectrura är ett släkte av skalbaggar. Plectrura ingår i familjen långhorningar.
Kladogram enligt Catalogue of Life:
| Plectrura | \| \| Plectrura metallica \| \| \| \| \| \| Plectrura spinicauda \| \| \| \| |
|           | \| \| Plectrura metallica \| \| \| \| \| \| Plectrura spinicauda \| \| \| \| |
|           | Plectrura metallica                                                          |
|           |                                                                              |
|           | Plectrura spinicauda                                                         |
|           |                                                                              |